# Бунвил (Њујорк)
Бунвил (енгл. Boonville) град је у америчкој савезној држави Њујорк.

## Демографија
По попису из 2010. године број становника је 2.072, што је 66 (-3,1%) становника мање него 2000. године.
| Група             | 2000.         | 2010.         |
| Белци             | 2.123 (99,3%) | 2.037 (98,3%) |
| Афроамериканци    | 1 (0,0%)      | 1 (0,0%)      |
| Азијати           | 0 (0,0%)      | 1 (0,0%)      |
| Хиспаноамериканци | 5 (0,2%)      | 19 (0,9%)     |
| Укупно            | 2.138         | 2.072         |